# Berliner Zeitung
Berliner Zeitung (Ziarul Berlinului) este un ziar cotidian regional care apare pentru prima oară în anul 1945, el apare zilnic în Berlin. Berliner Zeitung are zilnic ca.  400.000 de cititori, care vinde pe zi 172.874 de exemplare (de luni până sâmbătă) . El este ziarul cu tirajul cel mai mare din regiunea Berlin-Brandenburg. De la data de 1 iunie 2009 redactorul șef al ziarului este Uwe Vorkötter care a făcut parte deja din conducere al ziarului între anii  2002 - 2006.